# Saint-Siméon (Senna e Marna)
Saint-Siméon è un comune francese di 876 abitanti situato nel dipartimento di Senna e Marna nella regione dell'Île-de-France.

## Società

### Evoluzione demografica
Abitanti censiti